# Sölden (Badenia-Wirtembergia)
Sölden (alem. Sailede) –  miejscowość i gmina w Niemczech, w kraju związkowym Badenia-Wirtembergia, w rejencji Fryburg, w regionie Südlicher Oberrhein, w powiecie Breisgau-Hochschwarzwald, wchodzi w skład związku gmin Verwaltungsgemeinschaft Hexental. Leży całkowicie w obszarze krajobrazowym Hexental, ok. 10 km na południe od Fryburga Bryzgowijskiego.